# Can Masó (Campins)
Can Masó és una masia de Campins (Vallès Oriental) inclosa a l'Inventari del Patrimoni Arquitectònic de Catalunya.

## Descripció
La masia de Can Masó està situada al nord del nucli de Campins, molt a prop de la carretera de Campins a Santa Fe.
La coberta de l'edifici és a dues aigües, sota la teulada hi ha una galeria descoberta, balustrada, que travessa l'edifici perpendicular a la façana. Totes les finestres són allindades, bé amb pedra, bé amb fusta. La porta principal també té una llinda, de pedra, on hi ha la inscripció: Antoni Masó 1749. A la façana hi ha un rellotge de sol.

## Història
A la llinda de la porta de la masia de Can Masó hi ha una inscripció que indica l'any 1749.